# Бык (Молдова)
Бык (рум. Bîc) — село в Молдавии, в составе коммуны Бубуечь сектора Чеканы муниципия Кишинёв. Кроме него в коммуну также входят сёла Бубуечь и Хумулешть.

## Население

### Этнический и гендерный состав
Согласно переписи 2004 года, проживали 1074	человек, из них 525 мужчин,	549 женщин. 
Распределение по национальностям следующее:
| Национальность   | численность, чел. | % проценты   |
| ---------------- | ----------------- | ------------ |
| Молдаване Румыны | 1038 4            | 96,65% 0,37% |
| Русские          | 16                | 1,49%        |
| Украинцы         | 11                | 1,02%        |
| Гагаузы          | 4                 | 0,37%        |
| Другие           | 1                 | 0,09%        |
| Итого            | 1074              |              |